# Hoài Nam (nước)

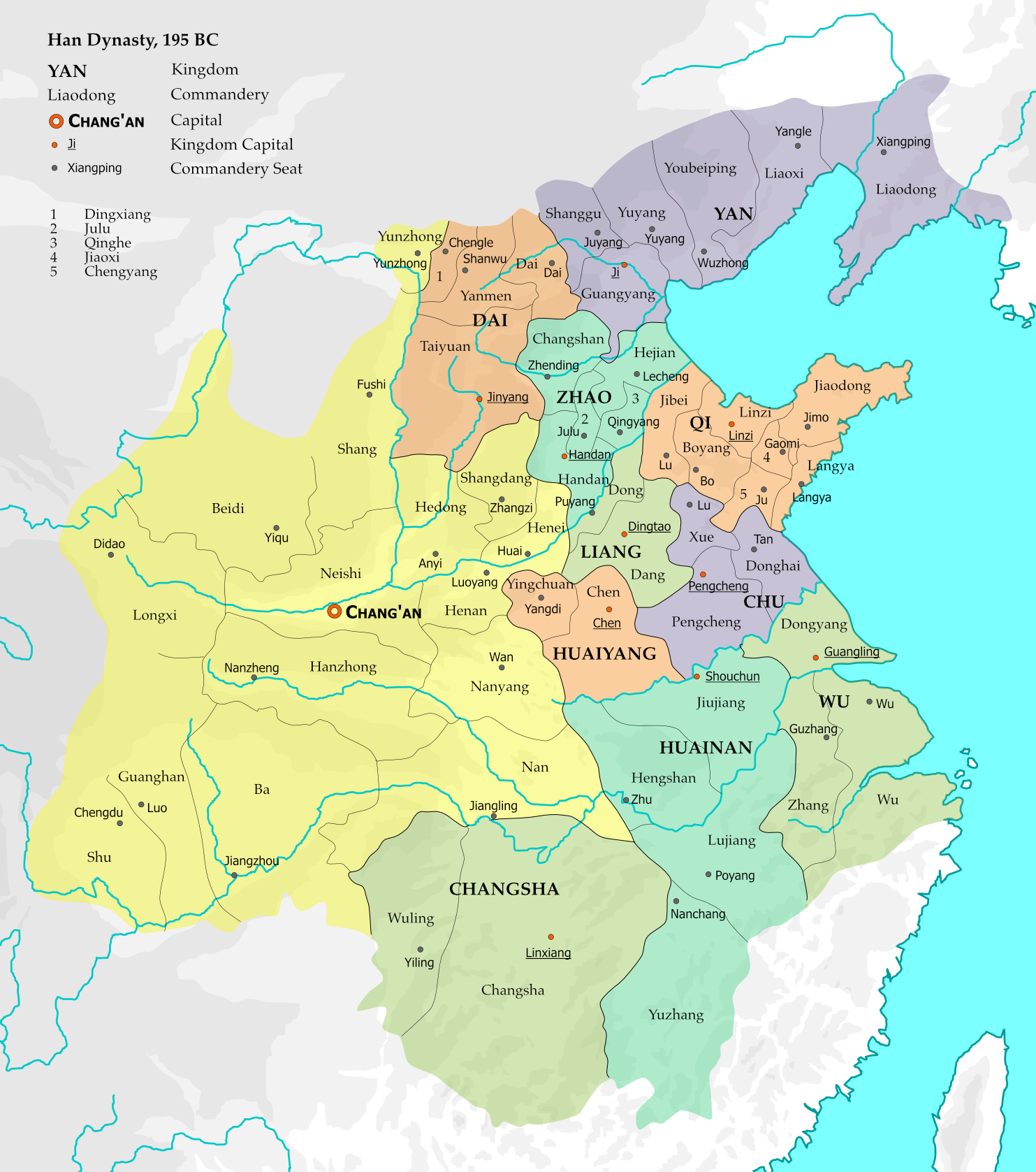
Phong quốc nhà Hán năm 195 TCN

Nước Hoài Nam là một phong quốc dưới triều đại nhà Hán trong lịch sử Trung Quốc, ngày nay nằm ở khu vực các tỉnh An Huy, Giang Tây và Hồ Bắc.

## Hoài Nam vương
1. Anh Bố (英布, 202–196 TCN)
2. Lưu Trường (劉長, 196–174 TCN)
3. Lưu Hỉ (劉喜, 169–165 TCN)
4. Lưu An (劉安, 164–122 TCN)